# Vi vil det hele
|  | Denne artikel er oprettet af botten PalnaBot ud fra en ekstern database. Den kan derfor have sproglige fejl eller mangler. Denne skabelon kan fjernes efter kontrol af indholdet. |

Vi vil det hele er en film instrueret af Freddy Tornberg efter manuskript af Freddy Tornberg.

## Handling
Om mænd og seksualitet. Filmen prøver at sætte ord og billeder på nogle af de tanker og følelser, mænd har. Mange synes selv, de har et utilfredsstillende seksualliv. I filmen fortæller tre mænd deres historie med vægt på seksualitet. Filmen er tænkt som en brugsfilm, der kan være oplæg til en dialog mellem mænd og kvinder - og mænd imellem.